# Prodotis stolida
Prodotis stolida là một loài bướm đêm trong họ Erebidae.